# Бермехо (річка)
Берме́хо (ісп. Bermejo — Руда) — річка у районі низини Ла-Плати, важлива притока річки Парагвай, що починається в Болівії та тече через територію Аргентини.
Витоки Бермехо знаходяться у горах Санта-Вікторія у болівійському департаменті Тариха (22°00′14″ пд. ш. 64°57′30″ зх. д. / 22.00389° пд. ш. 64.95833° зх. д.). Річка тече на південний схід, де зливається зі своєю правою притокою Ліпео і лівою притокою Ріо-Гранде-де-Тариха. Біля місця злиття Бермехо перетинає кордон Аргентини і далі тече її територією. Біля міста Сан-Рамон-де-ла-Нуева-Оран річка отримує води правої притоки Іруя. Поблизу міст Ембаркасьйон і Пічаналь Бермехо зливається з правою притокою річкою Сан-Франсіско, після чого вона стає судноплавною. У місці перетину тропіка Козерога Бермехо поділяється на два рукави: південний Бермехіто і північний, більш повноводний Теуко (або Бермехо-Нуево). Бермехо знову об'єднується і впадає до річки Парагвай поблизу парагвайського міста Пілар.
Перше дослідження річки було проведено 1780 року францисканським місіонером Франсіско Морільйо.
Назва річки Бермехо означає у перекладі з іспанської Руда, оскільки її води мають рудуватий колір завдяки великій кількості ґрунту у них (8 кг/м³).